# Kołodiazi
Kołodiazi (ukr. Колодязі) – wieś na Ukrainie, w obwodzie donieckim, w rejonie kramatorskim. W 2001 liczyła 340 mieszkańców, spośród których 305 posługiwało się językiem ukraińskim, a 35 rosyjskim.